# Raoul II Sores
Raoul II Sores, surnommé d'Estrées, maréchal de France.

## Biographie
Raoul II Sores est seigneur de Moreuil et de Roye-sur-Matz.
Raoul II Sores dit d'Estrées et sa femme confirmèrent en 1266 à l'Abbaye Saint-Crépin en Chaie, dans le diocèse de Soissons, la vente faite à cette abbaye par Geoffroy de Mortemer, vicomte d'Acy encore appelé Geoffroy d'Acy et sa femme Hersande de Busancy. Cette vente consistait en leurs possessions au village de Chavigny le Sor, à Vaux et à Millancourt.
Il accompagna Saint Louis dans son voyage d'Afrique en 1270, avec six chevaliers à sa suite à raison de 1 600 livres tournois pour ses gages. Le roi l'éleva à la dignité de maréchal en 1270 après la mort du maréchal de Beaujeu, au siège de Tunis.
En juillet 1281, il donna quittance pour un montant de 100 livres tournois à Gui de Dampierre, Comte de Flandres. Dans cet acte il est qualifié de chevalier, sire de Bos, maréchal de France. Son sceau représente des merlettes.
Il mourut en 1282, ainsi qu'il ressort des registres du Parlement. Le 6 avril 1282, il lègue à l'abbaye de Saint Corneille de Compiègne le domaine de Roye-sur-Matz.
En revanche, le courrier de 1283 par lequel il lègue à la même abbaye 20 livrées de terre à prendre sur ses possessions à Roye-sur-Matz et sur le bois de Moreuil ne peut être retenu : la lettre est postérieure à sa mort et il ne dispose plus de ses biens à Roye-sur-Matz qu'il a déjà légués.

## Généalogie
- Raoul II Sores est le fils de Raoul I dit d'Estrées.

Philippe Auguste donne en 1203 à Raoul I ce qu'il possède à Moreuil et en 1214 le droit qui lui appartenait en la ville de Vé sur Autonne dans le Valois. Les religieuses du Prieuré de Longpré lui ayant retiré 20 muids de blé sur le moulin de Vé, il reçut, sur ordre du Roi, de Guillaume du Chastellier et de Raoul de Béthisy, 20 muids de blé sur le moulin de Lergny. Raoul I aurait été Maréchal de France mais ce n'est pas établi de façon certaine. Il participe probablement à la Bataille de Bouvines en 1214.
Il garantit à Philippe Auguste en novembre 1217, jusqu'à concurrence de 200 marcs d'argent, la fidélité de Robert de Courtenay (Robert Ier de Courtenay-Champignelles).
Raoul I meurt en 1223 laissant trois fils : Jean, Raoul et Manassès. Jean hérite du petit Vez et Manassès devient seigneur du Vez.
- Raoul II Sores épouse (en 1266?), Adenette, seconde fille de Hervé, Vicomte de Buzancy et d'Agathe sa femme. Adenette survécut longtemps à son mari : elle signe encore un acte en 1293[2]
- Raoul III Sores dit D'Estrées, fils de Raoul II, fut estimé digne d'épouser, en présence du Roi Philippe III une princesse de sang royal de la maison de Courtenay : Marguerite de Courtenay, dame de Cloyes, mariée en 1273 par son père Guillaume I de Courtenay, seigneur de Champignelles , époux de Marguerite de Bourgogne-Châlon ou de Bourgogne-Auxonne[5],[2]. Après la mort de Raoul, elle épousa Renaud I de Trie[2].

Raoul est mort sans enfants.
Il n'avait qu'une sœur : Catherine d'Estrées qui épousa Wautier d'Antoing, seigneur de Bertonne puis elle se maria avec Louis du Plessis-Brion.

## Armoiries
| Figure | Blasonnement                                                                          |
|        | D'argent, à une quintefeuille de gueules, acc. d'une orle de huit merlettes du même., |
|        | D'azur, à la quintefeuille d'argent, accompagnée de huit merlettes du même en orle.   |